# エイサ・レイシー
エイサ・エドワード・レイシー（Asa Edward Lacy, 1999年6月2日 - ）は、アメリカ合衆国テキサス州ブラゾス郡ブライアン出身の野球選手（投手）。左投左打。MLBのカンザスシティ・ロイヤルズ傘下所属。

## 経歴

### プロ入り前
2017年のMLBドラフト31巡目（全体942位）でクリーブランド・インディアンスから指名されたが、契約せずにテキサスA&M大学へ進学した。
初年度の2018年は23試合（先発2試合）に登板して3勝1敗1セーブ、防御率2.75、48奪三振を記録した。
2年目の2019年は15試合に先発登板して8勝4敗、防御率2.13、130奪三振を記録した。また、この年はアメリカ合衆国大学代表入りし、第43回日米大学野球選手権大会にも参加した。
3年目の2020年は4試合に先発登板して3勝0敗、防御率0.75、46奪三振を記録した。

### ロイヤルズ傘下時代
2020年6月のMLBドラフトでは、1巡目（全体4位）でカンザスシティ・ロイヤルズから指名され、6月23日に契約を結んだ（契約金は約666万ドル）。

## 投球スタイル
スリークォーターから最速97mph（約156.1km/h）の速球に、カーブとスライダーを織り交ぜた投球を見せる。制球力に課題がある。

## 詳細情報

### 代表歴
- 第43回日米大学野球選手権大会 アメリカ合衆国代表（2019年）